# Tolejny
Tolejny (niem. Tolleinen) – kolonia w Polsce położona w województwie warmińsko-mazurskim, w powiecie olsztyńskim, w gminie Olsztynek. W latach 1975–1998 miejscowość administracyjnie należała do województwa olsztyńskiego.

## Historia
W czasach krzyżackich wieś pojawia się w dokumentach w roku 1351, podlegała pod komturię w Olsztynku, były to dobra rycerskie o powierzchni 10 włók.